# Codrington (Antigua i Barbuda)
Codrington – miasto w Antigui i Barbudzie, na wyspie Barbuda, na wschodnim wybrzeżu Laguny Codringtona; 1200 mieszkańców (2006). Założone w 1666 r. W mieście znajduje się Port lotniczy Codrington.